# Bondali
Bondali (Schreibvariante: Bondali Jola) ist eine Ortschaft im westafrikanischen Staat Gambia.
Nach einer Berechnung für das Jahr 2013 leben dort etwa 1070 Einwohner, das Ergebnis der letzten veröffentlichten Volkszählung von 1993 betrug 681.

## Geographie
Bondali liegt in der West Coast Region, Distrikt Foni Bondali. Der Ort liegt an der South Bank Road, zwischen Sanajor und Kalagi.

## Kultur und Sehenswürdigkeiten
Bei Bondali ist ein heiliger Baum als Kultstätte unter den Namen Kang Jiramba/Kang Tate und zwischen Bondali und Bwiam ein heiliger Baum unter den Namen Kanjendi bekannt.